# Интимак (Сариагаський район)
Интима́к (каз. Ынтымақ) — село у складі Сариагаського району Туркестанської області Казахстану. Входить до складу Жартитобинського сільського округу.
У радянські часи село називалось Інтимак.
Населення — 7021 особа (2021; 5895 у 2009, 4529 у 1999, 3780 у 1989).